# أبراهام غانز
أبراهام غانز (بالألمانية: Abraham Ganz)‏ (6 نوفمبر 1814 في أمبراخ بسويسرا - 15 ديسمبر 1867 في بيست بالإمبراطورية النمساوية المجرية) هو صانع حديد هنغاري، سويسري المولد ومهندس آلات وتكنولوجيا ورائد أعمال ومؤسس شركة غانز للنقل. كان غانز مدير ومؤسس الشركة التي جعل منها أساس الاقتصاد الهنغاري في القرن التاسع عشر. بعيدًا عن موته المبكر عام 1867، بقيت الشركة إحدى أقوى شركات التصنيع في الإمبراطورية النمساوية الهنغارية. عمل عدد من المهندسين المشهورين في شرطة غانز للنقل ومن بينهم كارلوي زيبرنوفيسكي وأوتو بلاثي وميكسا ديري وأندرياس ميشوارت وكالمان كاندو ودوناتي بانكي ويانوس سونكا وثيودور فون كارمان وأنجزت عدة اختراعات عالمية مثل الجر الكهربائي في السكك الحديدية أو اختراع آلة الطحن أو الكاربراتير أو المحول أو محرك بانكي-سونكا.

## حياته

### السنوات المبكرة
وُلد أبراهام في عائلة كالفينية سويسرية في أمبراخ. كان والده، يوهان أولرايخ غانز معلم ترتيل. توفيت والدته، كاثارينا ريمي، عندما كان عمره 10 سنوات فقط. كان أبراهام أكبر إخوته البالغ عددهم 9.

### إيشر فيس آغ
بسبب الصعوبات الملية التي كان يواجهها، اضطر للعمل كنجار متدرب، ولكن قبل تحريره ذهب للعمل في مسبك غيشر فيس آغ كمتدرب سكب. عند بلوغه عشرين عامًا، سافر كثيرًا في ألمانيا وفرنسا و النمسا وإيطاليا وعمل في مصانع مختلفة حيث جمع هناك خبرةً كبيرة. في عام 1841 وصل إلى بودا.

### شركة جوزيف رولميل
أطلق إستيفان شيشني مبادرة بناء مطحنة تعمل بالبخار في بودا وأسس شركة جوزيف روليمل. بدأ أبراهام غانز بالعمل هناك بصفته ميكانيكيًا. رأى وجود نقص في خبراء صناعة الحديد الجيد في صناعة التصنيع المجرية سريعة التطور. خلال فترة سريعة، أصبح غانز أول خبير صب في مسبك مطحنة البخار. يمكن للمسبك أن يصل، بفضل التقنية الجديدة للصب غير المباشر، إلى قوالب نقية جدًا ما يسهل الجمع بين معادن مختلفة. قُدمت القوالب المنتهية إلى العامّة في أول معرض هنغاري للصناعات عام 1842. أشيد بالمزيج الخاص وبنقائه حتى من قبل لاغوس كوسوث. رُشح غانز بعد ذلك ليتولى منصب رئيس المسكب وساحة إصلاح الآلات. في ذات السنة وفر عمل لأخيه كونراد غانز والذي كان أيضًا خبيرًا في الصب.
في عام 1843 وبينما كان يعمل في المسبك انقلب عليه القالب وأصيب بالعمى في إحدى عينيه. وفقًا لبعض المصادر قال حين ذلك:
«فُقدت عين واحدة لكن الصب كان ناجحًا».

### شركة غانز للنقل
دفعت إدارة مطحنة البخار حصة من الأرباح إلى غانز. مكنه ذلك من شراء أرض ومنزل عام 1844 مقابل 4500 فورنت في فيزيفاروس. بنى مسبكًا خاصًا به في هذا الموقع وبدأ العمل هناك مع سبعة مساعدين. صنعوا في الغالب منتجات الصب لتلبية احتياجات سكان المدينة. في عام 1845، اشترى الموقع المجاور ووسّع مسبكه بفرن قبة. منح شقيقه هنريك وظيفة كاتب، بسبب تنامي أعمال الإدارة. حقق غانز ربحًا في السنة الأولى، ونما مصنعه، رغم أنه لم يشارك بعد في الإنتاج الضخم. في عام 1846، في معرض الصناعة المجرية الثالث، قدم مواقده إلى العامّة. حصل على الميدالية الفضية للجنة المعرض والميدالية البرونزية من الأرشيدوق جوزيف بالاتين المجري.
خلال الثورة الهنغارية عام 1848، صنع المسبك عشر مدافع والعديد من قذائف المدفعية للجيش المجري. وبسبب هذا، حاكمته محكمة النمسا العسكرية. حكم عليه بالسجن لمدة سبعة أسابيع كعقوبة، لكن بسبب جنسيته السويسرية بُرء من التهمة.
أدرك غانز أنه، لتطوير مصنعه، كان عليه أن يصنع منتجات تُنتج بكميات كبيرة. في عام 1846 بُني خط سكك الحديد بيست-فيك. في ذلك الوقت، كانت المسابك الأوروبية تصنع عجلات من الحديد المطاوع لعجلات العربات البرمقية من خلال صب القوالب بأشكال من الرمال، وتركها حتى تبرد. وفي الوقت نفسه، في الولايات المتحدة وإنجلترا استُخدمت طريقة أفضل. كان هذا عبارة عن الصب المبرد، الذي اخترعه الإنجليزي جون بيرن في عام 1812. إن جوهر هذه العملية هو تبريد القوالب بشكل أسرع. سيكون المعدن بهذه الطريقة أقسى، وسيملك مقاومة تآكل أفضل. يُصبح هذا ممكنًا إذا كان إطار الصب مصنوعًا من موصل حراري جيد. صنع غانز قالبًا بهذه الطريقة لأول مرة عام 1853 وكان قادرًا على تحسين الطريقة باستخدام الأنتيمون. حصل على براءة اختراع لهذا الاختراع في عام 1856.
يصف غانز جوهر هذه العملية بقوله:
«للحصول على قالب صلب يُطلق عليه قشرة الصب، نستخدم الأنتيمون كأداة رئيسية. نطحنها إلى فتات ونصنع الطلاء أو العجينة منها. نغطي جدران الشكل المصبوب بها، ثم نجففه ونسحبه بوقت واحد. أخيرًا، نسخنه إلى 100 درجة، ويُسكب الحديد السائل في القالب. في المكان الذي تكون فيه جدران القوالب مطلية بالمادة المذكورة، تتشكل قشرة صلبة زجاجية، والتي -حسب ما إذا كان جدار الغطاء أرق أو أكثر سماكةً- يبلغ سمكها اثنين أو ثلاثة أو أربعة ميلليمترات. هذا هو السبب في أنني وجدت الأنتيمون أفضل مادة للإنتاج».
استخدم غانز الأنتيمون لتغطية السطح الداخلي لقالب الصب لفصل الحديد السائل عن حديد التبريد. كان هذا الاستخدام مصدرًا نجاحه. بين عامي 1852 و 1862 بنى وأدار مسبك قشرة العجلات الأول من نوعه في  أوروبا، ولفترة طويلة، وكان زبائنه شركات السكك الحديدية النمساوية المجرية والألمانية والفرنسية والروسية. نظرًا للعدد الكبير من الطلبات، وجد أن مسبكه صغير جدًا، لذا بنى مصنعًا جديدًا عام 1858.
بين عامي 1853 و 1866 سلمت شركته 86,074 عجلة لـ 59 شركة سكك الحديد. اشترى غانز أيضًا براءة اختراع إنجليزية، وهي اختراع رانسومز وبيديل، التي تتعلق بأجزاء لمفاتيح السكك الحديدية. حسن هذا الاختراع أيضًا، وحصل على برائتي اختراع في عام 1861 وعام 1865. بين عامي 1860 و 1866، سلمت شركته 6,293 قطع تبديل ذات قوالب قشرية للسكك الحديدية لشركات السكك الحديدية. لم تنتج الشركة فقط أجزاء للسكك الحديدية، إذ صنعت أيضًا أجزاء للجسور (على سبيل المثال معظم عوارض الحديد المصبوب في جسر لانشيد وقطع الصب لجسر زيغيد في مدينة زيغيد)، وكذلك أسطوانات مسننة ذات قشرة مصبوبة لصناعة المطاحن. حققت الشركة فيما بعد نجاحًا عالميًا مشهورًا بهذا المنتج، تحت قيادة أندراس ميشوارت.
كان عدد العاملين في شركة غانز للنقل 60 عاملًا عام 1854 و 106 عام 1857 و 371 عام 1867. كان الإنتاج اليومي يتراوح بين 2-3 أطنان من القوالب (50-60 عجلة). حصلت منتجات الشركة على اعتراف دولي: في المعارض العالمية في باريس (ثلاث ميداليات برونزية عام 1855)، وفي لندن (الميدالية البرونزية للمعرض الدولي عام 1862، و الميدالية الفضية في معرض الصناعات السويسرية عام 1867.

## الحياة الشخصية
في 24 أكتوبر 1849، تزوج من جوزيفا هيس، ابنة قاضي مدينة بودا، لورينتيس هيس. لم يكن باستطاعتهما الإنجاب، لذا تبنوا فتاتين يتيمتين، آنا بوسبيك وجوزيفينا جانز.
رُشح لينال المواطنة الفخرية في بودا من قبل مجلس المدينة في 4 سبتمبر 1863. في عام 1865، أعرب الإمبراطور، فرانسيس جوزيف الأول، شخصيًا عن تقديره العالي لأبراهام غانز. في 23 نوفمبر 1867، احتفلوا بإنتاج العجلة المئة، المصنوعة من الصب المبرد، وقدم جانز مأدبة عشاء لجميع موظفيه وعائلاتهم. خلال حياته أنفق الكثير من المال لأغراض اجتماعية. في شركته افتتح بشكل فريد صندوق التقاعد وصندوق المرضى.
احتفظ بالجنسية السويسرية. لا يوجد دليل على أنه تعلم أو تحدث المجرية. تحدث مع عائلته بالألمانية، وتحدث معه العاملون في مصنعه بالألمانية أيضًا.